# Tamanan (Tamanan)
Tamanan is een bestuurslaag in het regentschap Bondowoso van de provincie Oost-Java, Indonesië. Tamanan telt 6670 inwoners (volkstelling 2010).